# Oljutorskij rajon
L'Oljutorskij rajon è un rajon (distretto) del Territorio della Kamčatka, nella Russia estremo orientale. Il capoluogo è il piccolo centro di Tiličiki.
Si estende su una larga porzione della parte nordorientale della regione, lungo la costa del mare di Bering, caratterizzata da una linea piuttosto uniforme nella quale spicca la vasta penisola Oljutorskij: il territorio è piuttosto accidentato da varie catene di basse montagne (monti della Pachača, monti Oljutorskij, monti Pylginskij, monti Vetvejskij), parte del sistema dei monti dei Coriacchi, ed è percorso da numerosissimi fiumi i più importanti dei quali sono Vyvenka, Pachača, Ukėlajat e Apuka.
Il territorio è pressoché disabitato: gli unici centri con qualche dignità urbana sono il capoluogo Tiličiki e i piccoli villaggi costieri di Pachači, Korf e Vyvenka.